# Twanisha Terry
Twanisha „TeeTee“ Terry (* 24. Januar 1999 in Miami) ist eine US-amerikanische Sprinterin, die sich auf den 100-Meter-Lauf spezialisiert hat. 2022 und 2023 wurde sie mit der amerikanischen 4-mal-100-Meter-Staffel Weltmeisterin sowie 2024 Olympiasiegerin.

## Sportliche Laufbahn
Twanisha Terry studierte ab 2018 an der University of Southern California und sammelte im selben Jahr erste Erfahrungen bei internationalen Meisterschaften, als sie bei den U20-Weltmeisterschaften in Tampere in 11,19 s die Silbermedaille im 100-Meter-Lauf gewann. Im Jahr darauf wurde sie NCAA-College Hallenmeisterin im 60-Meter-Lauf und gewann bei den Freiluftmeisterschaften den Titel mit der 4-mal-100-Meter-Staffel. Anfang Juli gewann sie bei den U23-NACAC-Meisterschaften in Santiago de Querétaro in 11,08 s die Silbermedaille über 100 Meter hinter ihrer Landsfrau Teahna Daniels und siegte dort in 42,97 s im Staffelbewerb. Anschließend nahm sie an den Panamerikanischen Spielen in Lima teil und belegte dort in 11,37 s den vierten Platz und sicherte sich mit der Staffel in 43,39 s gemeinsam mit Chanel Brissett, Shania Collins und Lynna Irby die Bronzemedaille hinter den Teams aus Brasilien und Kanada. 2021 siegte sie erneut mit der Staffel bei den NCCAA-Meisterschaften. Im Jahr darauf siegte sie in windunterstützten 10,77 s bei den USATF Golden Games und im Juli erreichte sie bei den Weltmeisterschaften in Eugene das Halbfinale, in dem sie mit 11,04 s ausschied. Zudem gewann sie mit der Staffel in 41,14 s im Finale gemeinsam mit Melissa Jefferson, Abby Steiner und Jenna Prandini die Goldmedaille und setzte sich damit gegen die favorisierten Jamaikanerinnen durch. Kurz darauf siegte sie beim Ed Murphey Classic mit neuer Bestleistung von 10,82 s und anschließend siegte sie in 11,02 s beim 58. Palio Città della Quercia in Rovereto. 2023 siegte sie in 11,05 s beim Botswana Golden Grand Prix sowie in 10,86 s beim Kip Keino Classic. Im August siegte sie bei den Weltmeisterschaften in Budapest mit neuem Meisterschaftsrekord von 41,03 s gemeinsam mit Tamari Davis, Gabrielle Thomas und Sha'Carri Richardson. 2024 belegte sie bei den Olympischen Spielen in Paris in 10,97 s im Finale den fünften Platz über 100 Meter und siegte im Staffelbewerb in 41,78 s gemeinsam mit Melissa Jefferson, Gabrielle Thomas und Sha'Carri Richardson.

## Persönliche Bestzeiten
- 100 Meter: 10,82 s (+0,6 m/s), 30. Juli 2022 in Memphis
  - 60 Meter (Halle): 7,09 s, 12. März 2021 in Fayetteville
- 200 Meter: 22,17 s (−0,4 m/s), 9. Juli 2023 in Eugene